# Synagoga Karo w Safedzie
Synagoga Karo w Safedzie – czynna synagoga w Safedzie, na północy Izraela. Znajduje się przy ulicy Alkabec na Starym Mieście. Synagoga jest poświęcona słynnemu rabinowi Józefowi Karo, który był jedną z najważniejszych osobistości w historii halachy (żydowskiego prawa), nadal będąca wielkim autorytetem dla społeczności żydowskiej.

## Historia
Według tradycji synagoga została wybudowana w XVI wieku i była używana przez słynnego kabalistę i rabina Józef Karo. Znajduje się ona przy ulicy Alkabec na Starym Mieście Safedu. Legenda mówi, że w małym pokoju synagogi, rabin Karo miewał nocne wizyty aniołów, które zachęcały go do prawości, ascezy i studiowania kabały. Trzęsienie ziemi w Galilei (1837) zniszczyło budynek. Został on odbudowany w 1847 roku. Równocześnie wybudowano wówczas sąsiednią jesziwę poświęconą naukom rabina Karo. W 1903 roku budynek odnowiła i rozbudowała rodzina Ben-Szimon, która do dzisiaj zarządza budynkiem.

## Architektura
Synagoga jest małym kamiennym budynkiem. Wewnątrz znajdują się Aron ha-kodesz z trzema zwojami Tory – po prawej stronie jest liczący sobie 200 lat zwój z Persji, środkowy pochodzi z Iraku i liczy sobie 300 lat, a z lewej strony umieszczono pochodzący sprzed 500 lat zwój hiszpański.

## Nabożeństwa
Współcześnie synagoga służy jako miejsce modlitw dla chasydów i Żydów sefardyjskich. Odbywają się w niej regularne modlitwy, wykłady, ćwiczenia i różnorodne zajęcia edukacyjne. Jest ona zamknięta dla turystów w szabaty.